# Ukrotitel'nica tigrov
Ukrotitel'nica tigrov (Укротительница тигров) è un film del 1954 diretto da Aleksandr Viktorovič Ivanovskij e Nadežda Nikolaevna Koševerova.